# Morteaux-Couliboeuf
Morteaux-Couliboeuf är en kommun i departementet Calvados i regionen Normandie i norra Frankrike. Kommunen ligger i kantonen Morteaux-Coulibœuf som ligger i arrondissementet Caen. År 2022 hade Morteaux-Couliboeuf 607 invånare.

## Befolkningsutveckling
Antalet invånare i kommunen Morteaux-Couliboeuf
Referens:INSEE